# Pierre Daru
Pierre Antoine Noël Bruno Daru, född 12 januari 1767 i Montpellier, död 5 september 1829 i Meulan, var en fransk greve, ämbetsman och författare. Han var far till Napoléon Daru.
Daru var en av Napoleon I:s mest betrodda medhjälpare. Som generalintendent och statssekreterare för hären från 1811 och från 1813 högste militäre administrationschef organiserade han intendenturen under Napoleons viktigaste fälttåg 1799-1813. 1819 blev han pär av Frankrike och tillhörde övre kammaren fram till sin död.